# قطينة (نبات)
القُطَينَة هو جنس من النباتات المزهرة في قبيلة البرسياوية في الفصيلة النجمية.